# Yvan Pestalozzi
Yvan "Lozzi" Pestalozzi, född 13 december 1937 i Glarus i Schweiz, död 3 juli 2024,  var en schweizisk skulptör.

## Karriär
Yvan Pestalozzi utbildade sig till möbelmakare, men arbetade sedan 1964 som självlärd skulptör. Många av konstverken var av kinetisk konst. Han arbetade dock inte, i motsats till många andra kända schweiziska skulptörer, med skrot.
Pestalozzis lekskulptur Lozziwurm skapades 1972 för ett bostadsområde utanför Zürich, och blev mycket populär. Den består av 19 raka och böjda rörelement av polyester, förbundna med metallringar så att de bildar en stor slingrande orm. Den tillverkades därefter i flera exemplar under 1970-talet utifrån ursprungliga gjutformarna av firman Knöpfel Kunststoffe i Hinwil.

## Offentliga verk i urval
- Zürcher Flughafen.
- Zeitmaschine(1983, UBS, Zürich-Altstetten)
- Mückenschwarm (2002, Dübendorf).

## Bildgalleri

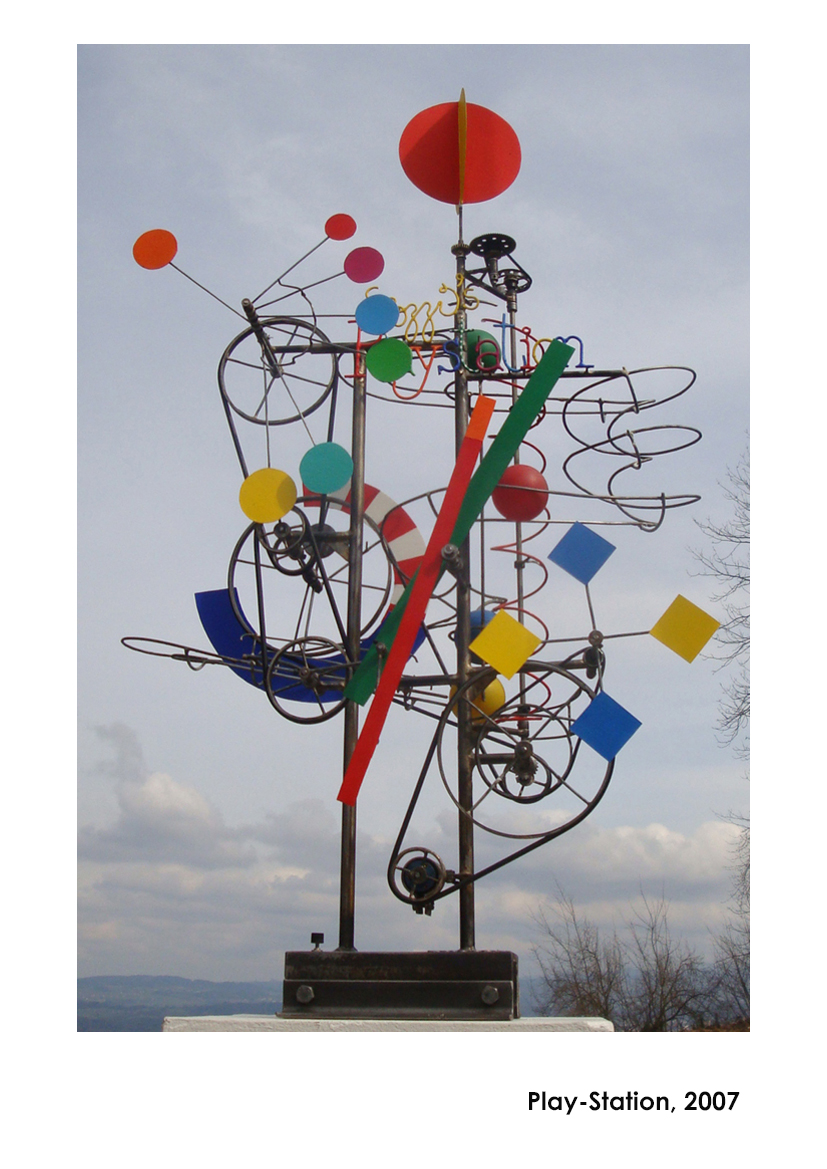
Play Station 2007
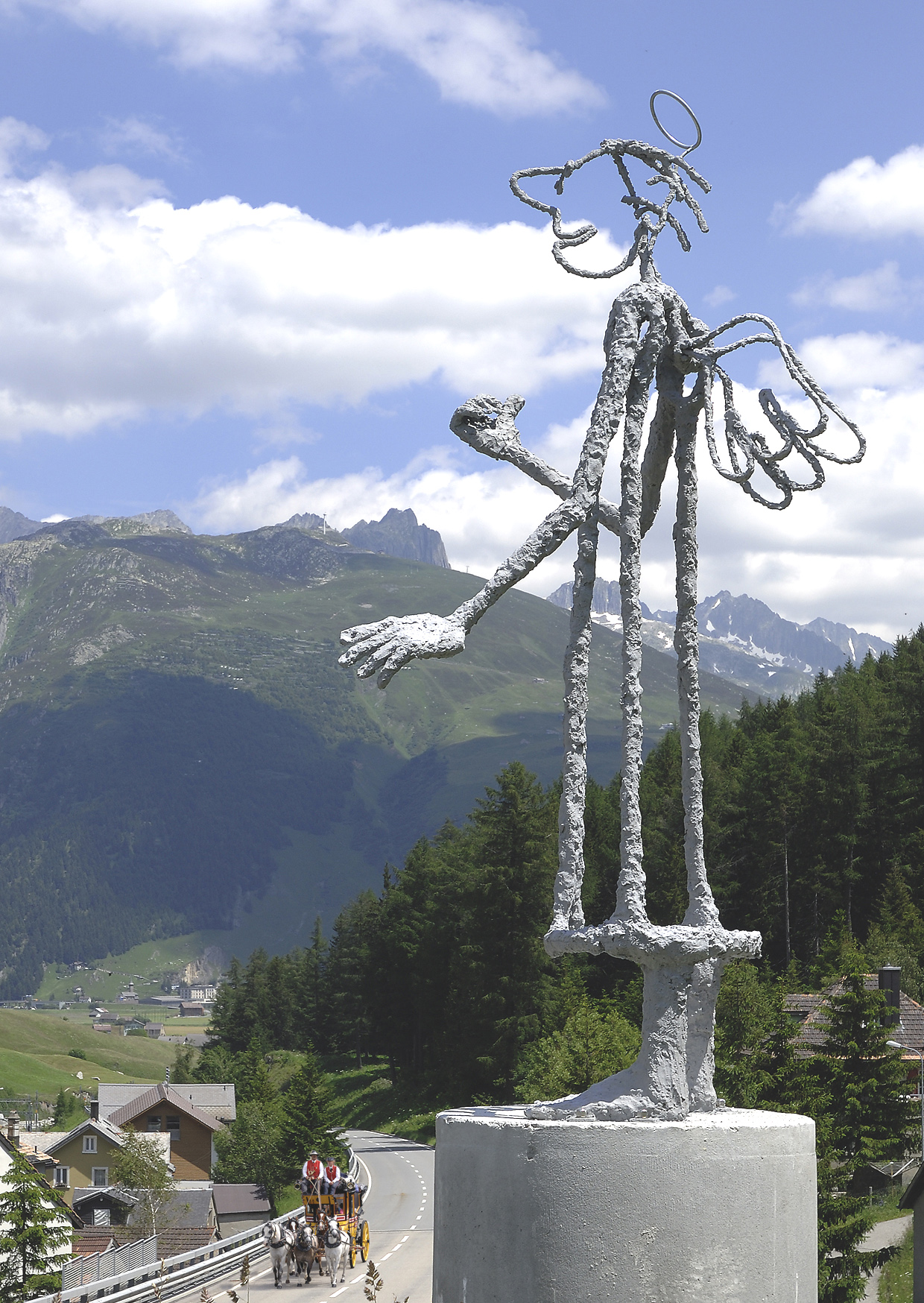
Schutzengel 2007
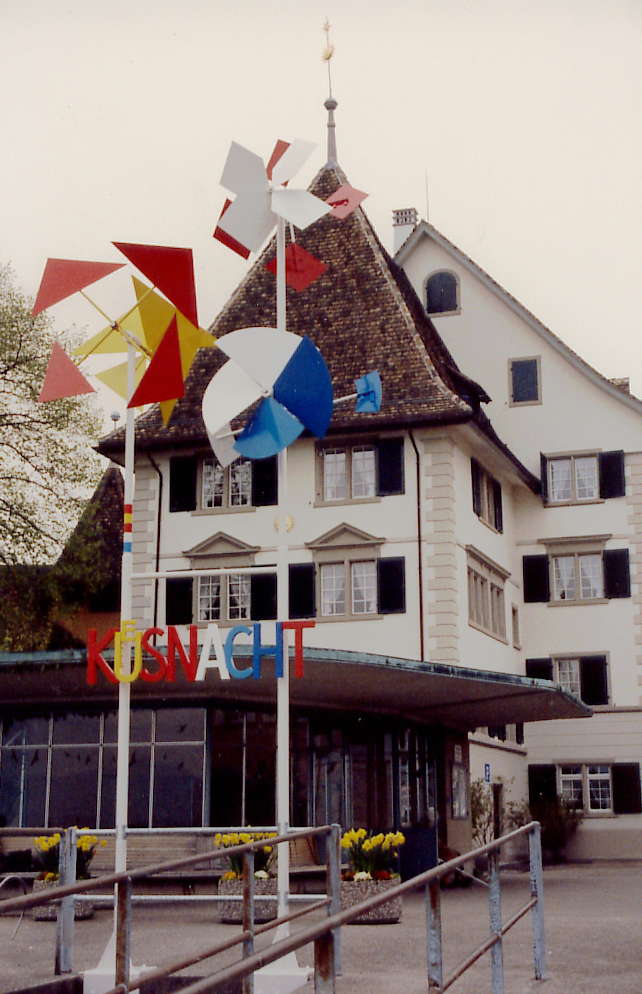
Windspiel 1990